# Faro di Sõrve
Il Faro di Sõrve (in estone: Sõrve tuletorn) è un faro situato a Torgu, nella contea di Saaremaa, in Estonia. È uno dei fari più alti del Baltico.

## Storia
Testimonianze storiche attestano la costruzione di un faro di legno nella zona dal 1646, sostituito intorno al 1650 da una struttura in pietra. In seguito, intorno al 1770, la struttura in pietra venne ricostruita e più volte rimaneggiata nel corso del secoli sino al 1944, anno in cui venne distrutta dalle truppe tedesche durante la Seconda guerra mondiale. Tra il 1949 e il 1959 una provvisoria torre di legno sostituì l'antica torre in pietra, prima che venisse completata l'attuale struttura in cemento l'anno seguente. Il faro compariva nello stemma dell'ex comune di Torgu ed è diventato uno dei luoghi più caratteristici dell'isola di Saaremaa, grazie alla sua posizione isolata e all'incontaminata natura circostante.

## Descrizione
Il faro è situato all'estremità meridionale della penisola di Sõrve nell'isola di Saaremaa, nel punto in cui golfo di Riga e Mar Baltico si congiungono. Il faro è costituito da una torre cilindrica di cemento bianca e nera alta 52 metri, che lo rende uno dei fari più alti di tutto il Baltico. Alla base è presente la piccola casa del guardiano del faro risalente al XIX secolo e recentemente restaurata. La portata del faro è di 15 miglia nautiche (circa 28 km).

## Situazione attuale
Dopo un periodo di restauro finanziato dall'Unione Europea, il complesso è visitabile da giugno 2018. Le visite al faro sono assicurate nel periodo estivo, dal 1º maggio al 15 settembre.

## Galleria d'immagini

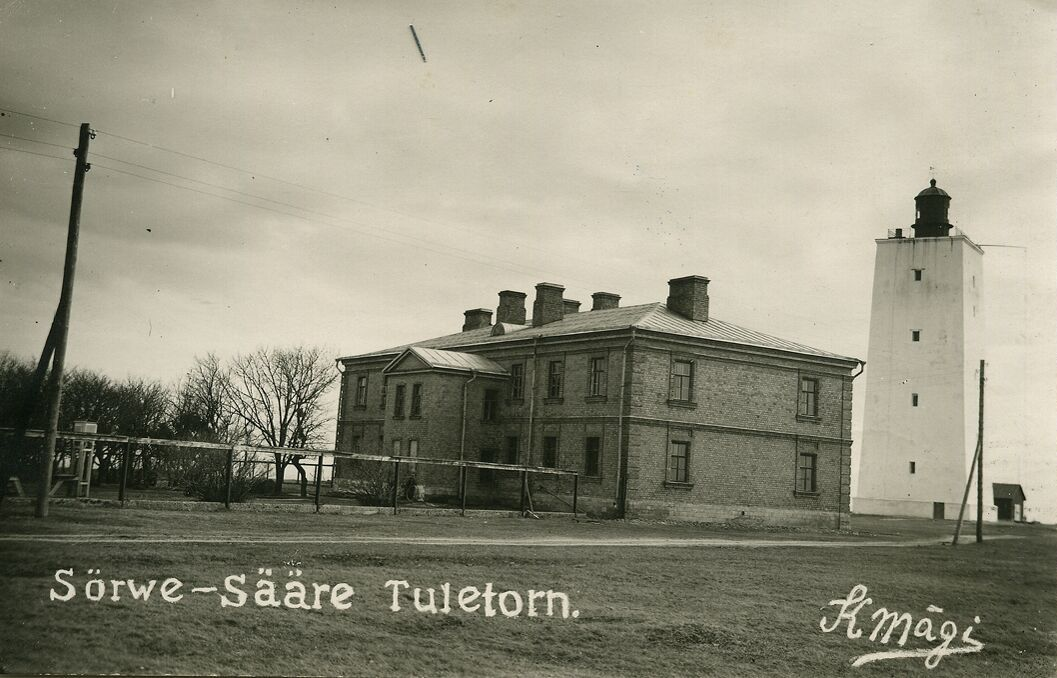
La vecchia torre in foto d'epoca
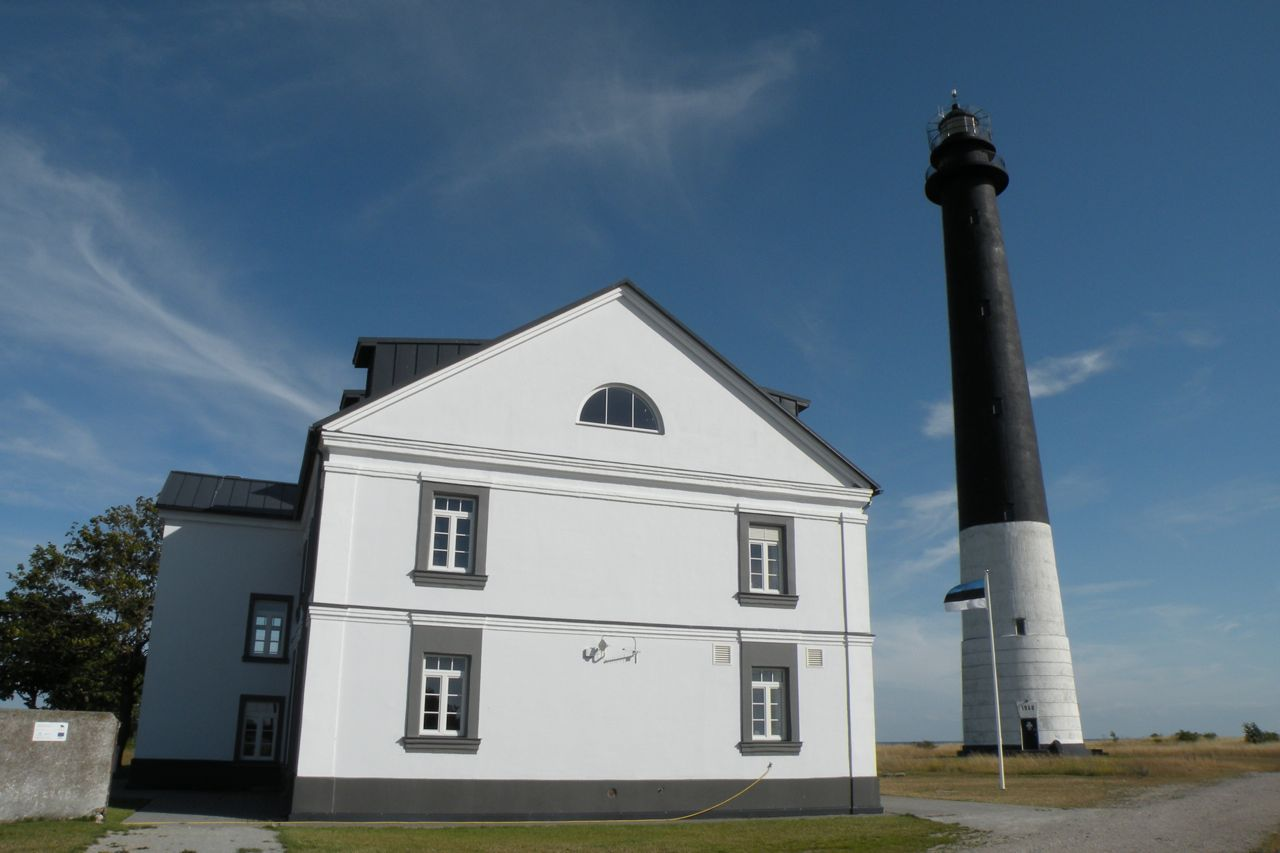
La Bandiera estone sventola tra il faro e la restaurata casa del custode